# Csaba Zsolt Sarkady
Csaba Zsolt Sarkady (n. 22 mai 1972) este un fost deputat român în legislatura 2000-2004, ales în județul Bihor pe listele partidului UDMR. Csaba Zsolt Sarkady l-a înlocuit pe deputatul Zoltan Kovacs după demisia acestuia de pe data de 28 iunie 2004. 

## Legături externe
- Csaba Zsolt Sarkady Arhivat în 5 martie 2024, la Wayback Machine. la cdep.ro